# Албрехт III фон Кирхберг
Албрехт III (II) фон Кирхберг (на немски: Albrecht III (II) von Kirchberg; † 1427) е бургграф на Кирхберг и господар на Виндберг и Цигенхайн.

## Произход
Той е син на бургграф Албрехт фон Кирхберг в Грайфенберг, Тюрингия († 1355/1364), и съпругата му Елизабет фон Орламюнде († сл. 1372), дъщеря на граф Хайнрих III фон Орламюнде († 1354) и графиня Ирмгард фон Шварцбург-Бланкенбург († 1354). Брат е на Дитрих IV († 1369), бургграф на Кирхберг, и на Освалд († 15 юни 1426, убит в битката при Аусиг.

## Фамилия
Първи брак: с Маргарета фон Кранихфелд († сл. 1417), наследничка на Кранихфелд, дъщеря на Херман IV фон Кранихфелд-Шауенфорст († 1383) и София фон Шварцбург-Вахсенбург († сл. 1361). Те имат децата:
- Дитрих VII († 1455), бургграф на Кирхберг в Кранихфелд, женен за Агнес фон Шьонбург-Глаухау († 1417), дъщеря на Файт I фон Шьонбург-Глаухау († пр. 1422) и Юта фон Лайзниг († 1420)
- Ирмгард (Ермгард) фон Кирхберг († сл. 31 май/18 юни 1462), омъжена ок. 1398 г. за Хайнрих VII Ройс фон Плауен Млади († 16 юни 1426)
- Хартман II († 1462), бургграф на Кирхберг-Алтенберга-Фарнрода, женен за Елизабет († 29 май 1472)
- Енгеле фон Кирхберг, омъжена за Ото Венд III фон Илебург († 1429)
- Анна фон Кирхберг (* 1409; † 1470), абатиса в манастир Илм

Втори брак: сл. 1426 г. с Маргарета фон Байхлинген (* ок. 1390; † сл. 6 април 1427), дъщеря на граф Фридрих XIV фон Байхлинген († 1426, убит в битката при Аусиг) и Матилда фон Мансфелд-Кверфурт († ок. 1419).
Трети брак: с Анна фон Шварцбург († пр. 1412), дъщеря на граф Йохан II фон Шварцбург-Вахсенбург († 1407) и София фон Шварцбург-Вахсенбург († сл. 1361). Те нямат деца.